# シャトー・シュヴァル・ブラン
シャトー・シュヴァル・ブラン（フランス語で「白馬の城」の意）は、フランスのボルドーワイン地方のサンテミリオンにあるワイン生産者である。2012年の時点で、シャトー・アンジェリュス、シャトー・オーゾンヌ、シャトー・パヴィと共にサンテミリオンにおける格付けの最高ランクであるサンテミリオン第1特別級A（プレミア・グラン・クリュ・クラッセ（A））に認定されている4つの生産者の1つである。セカンドラベルにル・プティ・シュヴァルがある。

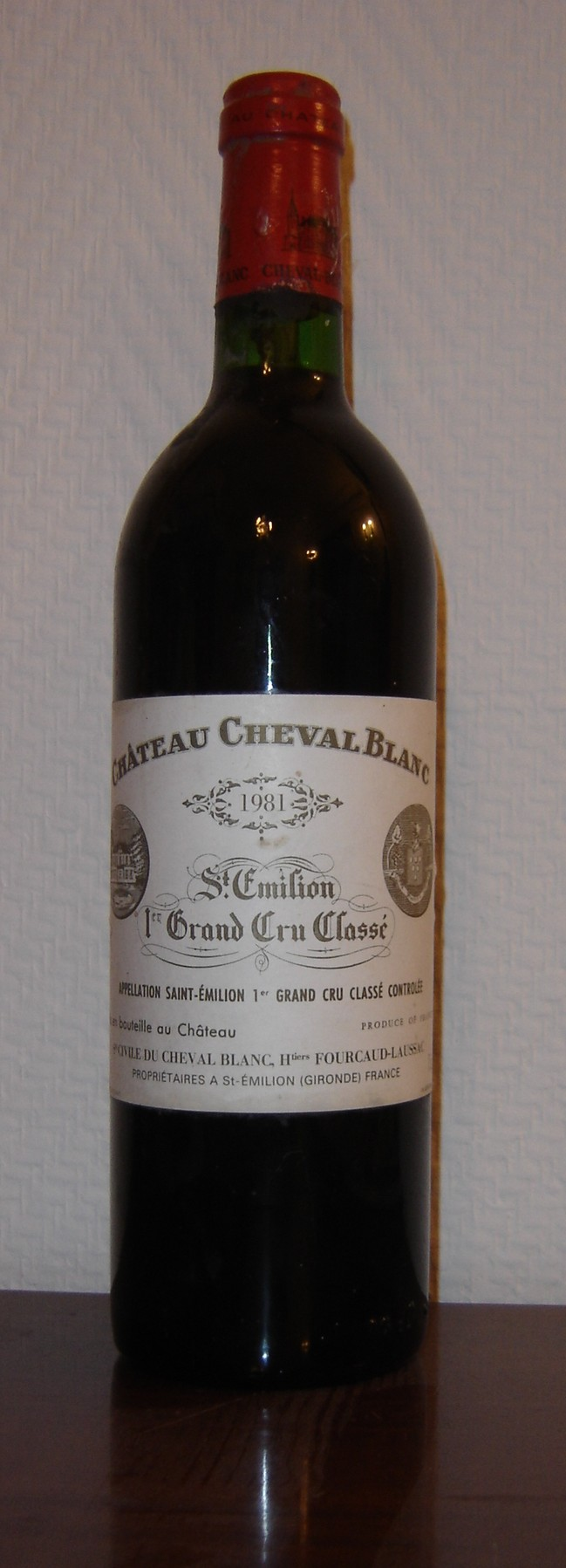
1981年のヴィンテージ

## 歴史
シャトーの源流は、1832年にサンテミリオン地区にあるシャトー・フィジャックが、15ヘクタール（37エーカー）の畑をM.ラウサック・フォーコーに売却したことに始まる。畑の範囲には、フィジャックと隣接するブドウ畑を通り、ポメロールの境界のすぐ上にあるシャトー・ペトリュスにまで達する細い砂利の尾根の一部が含ままれている。この場所が現在のシャトー・シュヴァルブランの元となり、その後1862年と1867年のロンドンとパリの国際展示会で巨大な栄誉を獲得するまでに成長した。いわばシャトー・フィジャックからの分派といえるが、シュヴァル・ブランの知名度は世界的なものとなっている一方で、世界的にはシャトー・フィジャックの知名度は低いと言える。
シャトーは1998年にLVMHグループの会長であるベルナール・アルノーとベルギーの有名銀行家・実業家のアルバート・フレール（LVMHグループの共同経営者でもある）に売却された。

## ぶどう畑
ブドウ畑には3つの特性があると考えられており、境界に位置するポムロールの土が3分の1、土が砂利であるグラーヴの3分の1、残りの3分1はサンテミリオンに典型的な粘土質の土壌となっている。ブドウ畑の面積は41ヘクタール（100エーカー）に広がり、うち37ヘクタール（91エーカー）には比較的珍しい割合でブドウ品種が植えられている。すなわち、57％のカベルネ・フラン、40％のメルロー、そしてマルベックとカベルネ・ソーヴィニヨンの小さな区画である。カベルネ・フランがメルローと同率に近い程の高い比率で使われていることが味と風味の特徴とされている。
平均年間生産量は6000ケース、セカンドラベルのル・プティ・シュヴァルが2500ケースとなっている。

## 評価

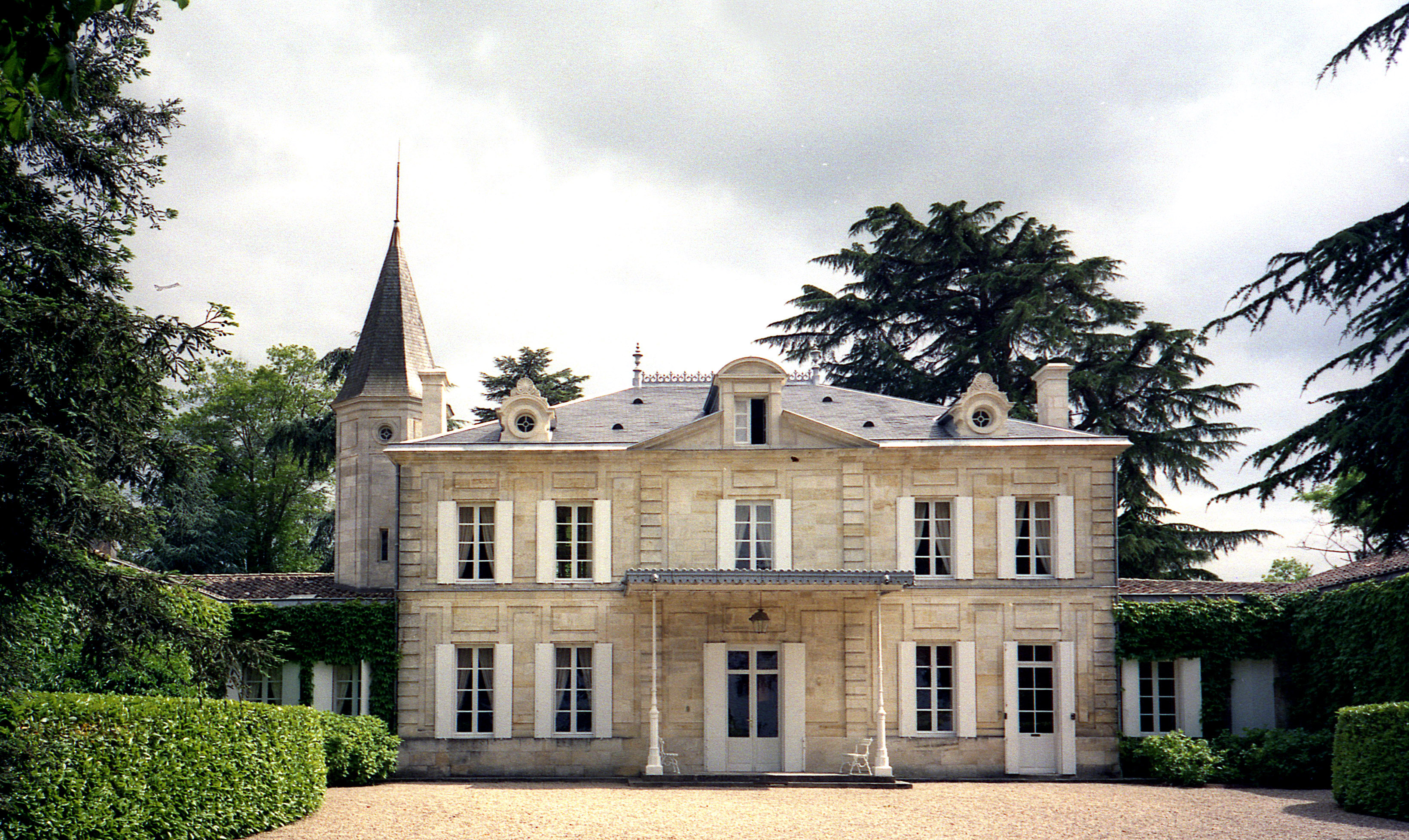
シャトー・シュヴァル・ブランのシャトー

ワイン評論家のロバート・パーカーが作成した1981年のヴィンテージの評価は低かったものの、その後のヴィンテージを飲んだパーカーは以前よりも大幅に向上されていることに気付き、彼の出版であるThe Wine Advocateで、後に新たな評価を与えたとされている。

## 大衆文化の中で
1983年のジェームズボンドの映画『ネヴァーセイ、ネヴァーアゲイン』で、ショーン・コネリーがシャトー・シュヴァル・ブランを飲むシーンがある。
1987年のイギリスのTV番組、「Rumpole of the Bailey」のシーズン４のエピソード「ランポールとブラインドテイスティング」にて、シャトー・シュヴァル・ブランの空ボトルを利用し、保険金請求による保険詐欺を行う計画がテーマのエピソードがある。
1994年の映画「The Naked Gun 33 1/3：The Final Insult」では、映画製作者たちはワインの名前を少し変え、「This Chateau LeBlanc '68は室温ではなく、少し冷やしてから召し上がることになっています」と会話するシーンがある。
1997年のTV番組「そりゃないぜ!? フレイジャー」のエピソード（シーズン5、エピソード19「Frasier Gotta Have It」）で、David Hyde Pierceが演じたNilesというキャラクターが「1981年のCheval Blancと女性を選ぶことに悩むのは、どんな意志の弱い男だろうか？」と尋ねるシーンがある。
2001年7月4日、当時の総理大臣であった小泉純一郎首相が訪仏しフランス大統領府でフランスのジャック・シラク元大統領と日仏首脳会談を行い、会食の際に馬年生まれの小泉元首相のために、シャトー・シュヴァル・ブランが振る舞うという演出がなされた。
2004年の映画「サイドウェイ」では、シュヴァル・ブランの1961年のヴィンテージが登場するシーンがある。
2007年のディズニー映画 『レミーのおいしいレストラン』でレストラン評論家のアントンエゴは、「新鮮で澄んだ、味わい深い視点」に合わせて1947年のシュヴァル・ブランのボトルを注文するシーンがある。
パリスの審判をテーマにした2008年のワイン映画「ボトルショック」では、1947年のシュヴァル・ブランが登場するシーンがある。